# Provincia de Arauco (1852-1974)
La provincia de Arauco fue una de las divisiones administrativas de Chile existente entre 1852 hasta 1974.

## Historia
La provincia de Arauco fue creada el 2 de julio de 1852, 
La ley de creación señalaba en su artículo 1°:

«Establécese una nueva provincia con el nombre de provincia de Arauco, que comprenderá en su demarcación los territorios indígenas situados al sur del río Bio-Bío y al norte de la provincia de Valdivia, y los departamentos o subdelegaciones de las provincias limítrofes, que, a juicio del presidente de la República, conviene agregar por ahora».

Su primer intendente es don Francisco Bascuñán Guerrero. Se creó con el departamento de La Laja, y el departamento de Arauco y departamento de Nacimiento, creados en la década de 1840, provenientes de la provincia de Concepción.
Los siguientes eran los departamentos y sus cabeceras:
| Departamento | Cabecera    |
| ------------ | ----------- |
| La Laja      | Los Ángeles |
| Arauco*      | Arauco      |
| Nacimiento*  | Nacimiento  |

* Derivados del Departamento de Lautaro
Así, la nueva provincia tenía como límite norte el departamento de Lautaro, y el departamento de Rere, y por el sur la provincia de Valdivia. Su capital era Los Ángeles. 
El 15 de julio de 1869, se crea el departamento de Lebu, el departamento de Angol y el departamento de Imperial, como departamentos de Colonización. Así la provincia aumenta el número de departamentos a 6:
| Departamento | Cabecera    |
| ------------ | ----------- |
| La Laja      | Los Ángeles |
| Arauco       | Arauco      |
| Nacimiento   | Nacimiento  |
| Lebu         | Lebu        |
| Angol        | Angol       |
| Imperial     | Toltén      |

Por Ley del 13 de octubre de 1875, se crea la provincia de Biobío, formado por el departamento de La Laja, departamento de Nacimiento, y el  departamento de Mulchén creado por la misma ley. Se crea la nueva provincia de Arauco, con capital Lebu, queda compuesta por el departamento de Arauco, el departamento de Lebu, y el departamento de Imperial; y se crea el territorio de colonización de Angol con el departamento de Angol. 
La provincia de Arauco queda compuesta por:
| Departamento | Cabecera |
| ------------ | -------- |
| Lebu         | Lebu     |
| Arauco       | Arauco   |
| Imperial     | Toltén   |

Por Ley del 12 de marzo de 1887, se crea la provincia de Cautín, a partir del departamento de Imperial y la parte sur del territorio de colonización de Angol. Así, la nueva provincia de Cautín está integrada por el departamento de Imperial y el departamento de Temuco, creado por la misma ley. Además se crea el departamento de Cañete, a partir del departamento de Lebu. Así la provincia de Arauco queda conformado así:
| Departamento | Cabecera |
| ------------ | -------- |
| Lebu         | Lebu     |
| Arauco       | Arauco   |
| Cañete       | Cañete   |

Mediante DFL N° 8.582 del 30 de diciembre de 1927 se suprime la provincia de Arauco y se incorpora a la provincia de Concepción y modifica los límites departamentales; y el DFL N° 8.583, que modifica los límites y fija las nuevas comunas y subdelegaciones.
Con la Ley N° 5.401 de 7 de febrero de 1934, que restablece la provincia de Arauco, con los siguientes departamentos:
| Departamento | Cabecera |
| ------------ | -------- |
| Lebu         | Lebu     |
| Arauco       | Arauco   |
| Cañete       | Cañete   |